# Bert Anciaux
Pour les articles homonymes, voir Anciaux.
Bert Jozef Herman Vic Anciaux, né à Merksem le 11 septembre 1959, est un homme politique belge, flamand à tendance nationaliste et séparatiste.

## Biographie
Bert Anciaux est le fils de Vic Anciaux.
Après avoir suivi ses études secondaires au Jan-van-Ruusbroeckollege à Laeken, il étudia le droit.
Bert Anciaux est licencié en droit (VUB) et fut avocat de 1984 à 1994.
Il fut l'une des figures de proue du parti politique Volksunie.
En 1976 il se faisait remarquer par le fait qu'il brûlait un drapeau belge en public. Il y a commencé sa carrière politique à la Volksunie, aidé par son père Vic Anciaux qui en était le président de 1979 à 1985.
En 1987, il fut conseiller communal à Bruxelles et échevin pendant 3 ans, 4 ans plus tard, il fut membre du conseil provincial de la province du Brabant flamand.
En 1992, il est président de la Volksunie jusqu'en 1998. Il se met en congé pour explorer les voies d'un élargissement de l'assise du parti. En 1995 il a été sénateur jusqu'en 1999. En 1998, il crée le groupe de réflexion ID21 au sein de la Volksunie.
En 2001 la Volksunie éclate, Geert Bourgeois et Bert Anciaux s'opposent. Bert Anciaux transforme ID21 en Spirit et s'associe aux socialistes flamands au sein du cartel SP.A-Spirit, ce qui lui donne l'occasion d'être Ministre au gouvernement flamand en 2004, avec pour compétences : culture, jeunesse, sport et les affaires "bruxelloises" . Mais avant cela, il avait rejoint le Gouvernement Verhofstadt II en tant que Ministre Fédéral de la mobilité. Il va saisir cette occasion de prendre des décisions critiquées par les francophones notamment dans le dossier du survol de Bruxelles et de sa périphérie par les avions décollant de l'Aéroport de Bruxelles-National, ce plan de dispersion qui porte son nom a déjà coûté cher à l'État belge.[source insuffisante] Une fois son plan mis en application, il cède sa place à Renaat Landuyt en 2004 pour monter au gouvernement flamand.
Conséquence de la scission du cartel SP.A-Spirit, Anciaux choisit le 12 janvier 2009 de rejoindre le Sp.a, qui devient dorénavant Socialisten en Progressieven Anders.
En janvier 2009, il met le gouvernement en difficulté par son dérapage concernant les meurtres dans une crèche de Termonde.
Après les élections régionales de 2009, il n'est pas reconduit comme ministre.
En 2010, il est élu sénateur direct, et en 2014, il est coopté comme sénateur.
Il déposait le 21 février 2013 une proposition de loi sur la lutte contre l'islamophobie, en la comparant à l'antisémitisme dont le cosignataire Richard Miller s'est distancié.
En 2014 il apporte son soutien à l'association de fait, Movement X, créé par Dyab Abou Jahjah, une figure controversée pour ses propos jugés extrêmistes, xénophobes, antisémites, homophobes et antisionistes.

## Décorations
- Belgique :  Commandeur de l'ordre de Léopold le 6 juin 2009 [7]
- Belgique :  Grand officier de l'ordre de Léopold le 21 mai 2014 [7]
- Belgique :  Grand-croix de l'ordre de Léopold II le 8 juin 2024[8]
- Pays-Bas :  Chevalier grand-croix de l'ordre d'Orange-Nassau

## Publications
- De vergeten vernieuwing (1992)
- Kinderen van de Hoop (1997)
- Alles in beweging (1999)
- De verrijkte samenleving (2002)